# المنطقة 51 (لعبة فيديو 2005)
المنطقة 51 (بالإنجليزية: AREA 51)‏ ، هي لعبة فيديو إلكترونية من نوع التصويب، أنتجت سنة 2005م وطورها شركة ميدواي الأمريكية.

## وصلات خارجية
- Area-51 على موبي غيمز
- Game Rankings PC reviews
- Game Rankings PlayStation 2 reviews
- Game Rankings Xbox reviews